# Eugène Mourot
Charles Eugène Mourot, né le 16 juin 1848 à Nant-le-Grand (Meuse) et mort le 5 mai 1909 à Paris, est un journaliste et homme politique français. 
Proche de Henri Rochefort sous le Second Empire, il est déporté de Nouméa (Nouvelle-Calédonie) pour sa participation à la Commune de Paris. En Nouvelle-Calédonie, il fonde, avec d'autres déportés, "Le Raseur Calédonien", premier journal lithographique de la déportation et s'engage activement dans la vie politique et dans le journalisme de l'archipel. Il continue son activité de retour en France. 

## Biographie

### Sous le Second Empire
Né en 1848, Eugène Mourot est élevé dans une famille de cultivateurs. Il rentre au séminaire de Verdun en 1859 afin de devenir prêtre mais ne disposant pas de l'âge nécessaire pour recevoir l'ordination, il devient professeur à Paris pendant un temps. Après des articles jugés anticléricaux par Louis Veuillot et par ses supérieurs du séminaire, Mourot est découragé et décide de renoncer à ses études. Il retourne dans sa région natale et tente de fonder un journal républicain mais son projet échoue. Par la suite, il entame des études de droit à Paris mais l'insuffisance de moyens le contraint à les mettre en suspens et par conséquent à s'investir pleinement dans le journalisme. Il collabore dans un premier temps, pendant trois ans, au Dictionnaire universelle du XIXe siècle de Pierre Larousse puis dans diverses feuilles politiques du Quartier latin comme La Rue de Jules Vallès. 
En 1869, à la demande du jeune Gustave Maroteau, il sert de prête-nom pour la création du journal Le Père Duchène auquel vont collaborer Eugène Vermersch, Alphonse Humbert et Charles Longuet. Très rapidement, Mourot est condamné le 8 décembre 1869 à deux mois de prison et à deux amendes de 100 francs pour des articles contraires à la loi impériale. Dès sa sortie, il récidive et, le 22 décembre 1869, il est de nouveau condamné à trois amendes de 100 francs et à trois mois à la prison Sainte-Pélagie (cette condamnation s'additionnant avec celle prononcée le 8 décembre) . 

### De la guerre à la Commune

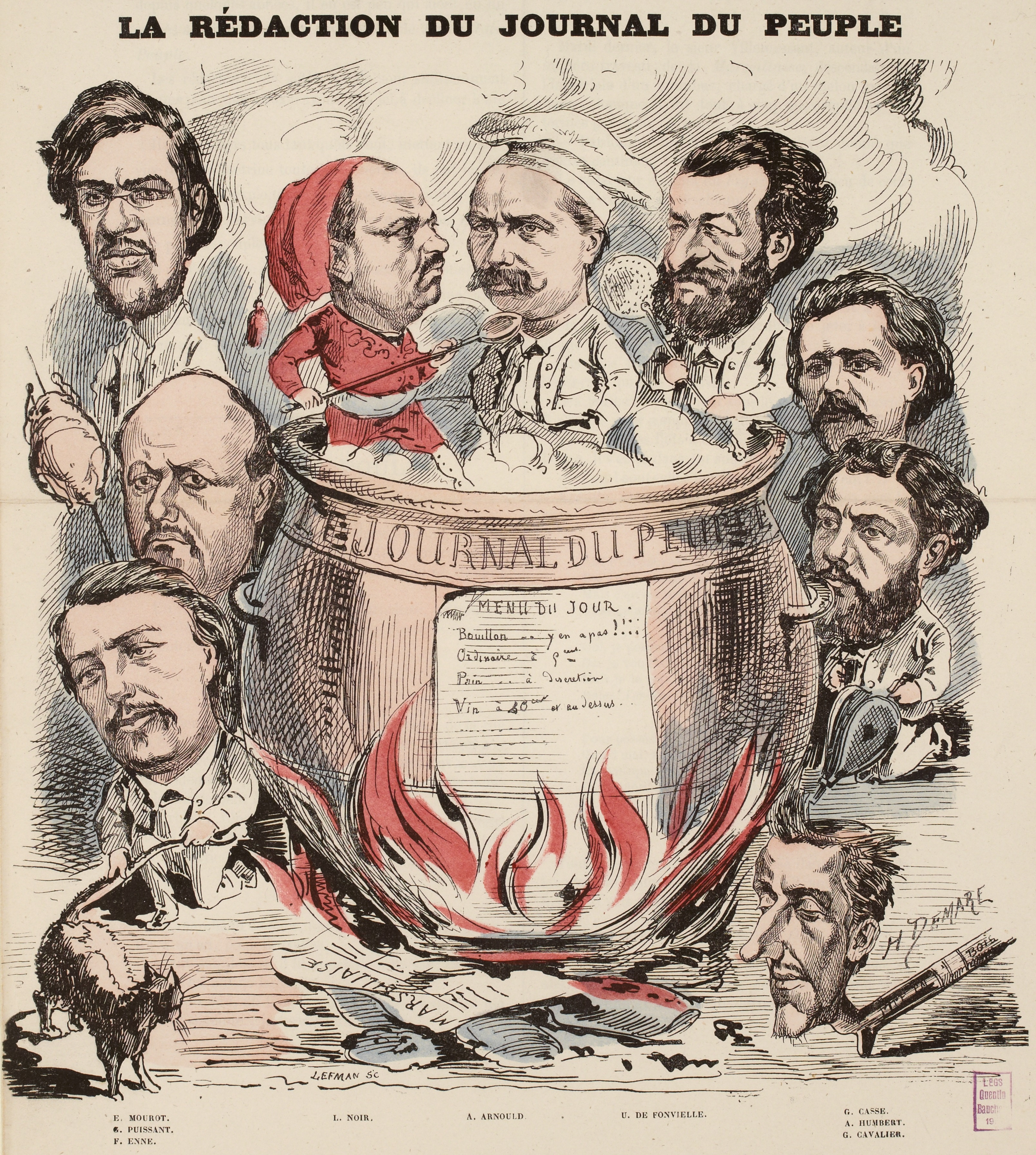
La rédaction du Journal du Peuple (Eugène Mourot en haut à gauche) caricaturée par Henri Demare.

En détention, il fait la connaissance de Henri Rochefort avec lequel il se lie d'amitié. Une fois sortis, Mourot devient son secrétaire de rédaction au journal La Marseillaise puis, à partir de février 1871, à la feuille d'opposition Le Mot d'ordre. Ils participent tous les deux à la création du journal La Petite Marseillaise avec Ulric de Fonvielle et de l'éphémère journal républicain Le Journal du Peuple (1er juillet 1870 - 6 septembre 1870) ayants tous les deux pour ligne éditoriale une opposition résolue au gouvernement provisoire de la Défense nationale. Après la proclamation de la Commune de Paris, Mourot continue d'écrire des articles soutenants l'insurrection et rentre avec Rochefort à la "Commission des barricades" fondée à l'initiative du général Gustave Paul Cluseret afin de coordonner et d'organiser la défense de Paris. 

## Sources
1. ↑  Paul Délion, Les membres de la Commune et du Comité central, A. Lemerre, 1871 (lire en ligne), page 387
2. ↑  « Juridiction militaire », Gazette des tribunaux : journal de jurisprudence et des débats judiciaires,‎ 22 septembre 1871, page 2 (lire en ligne)
3. 1 2  Georges Grison, « Un amnistié récalcitrant », Le Figaro,‎ 7 juillet 1880, page 4 (lire en ligne)
4. ↑  « Tribunaux », La France,‎ 24 décembre 1869, page 2 (lire en ligne)